# Dick Dastardly

Dick Dastardly, așa cum este văzut în Curse Trăsnite

Dick Dastardly este un personaj fictiv creat de Hanna-Barbera, care apare în seria de desene animate "Curse Trăsnite" (1968) și în seria sa spin-off "Dastardly și Muttley în aparatele lor de zbor", dar și în alte seriale animate haioase.

## Personaj
La Olimpiada râsetelor, Dread Baron (personajul original al lui Dick) și câinele lui, Mumbly (personajul original al lui Muttley), încearcă să câștige pentru echipa lor, "The Really Rottens", cupa olimpiadei la care participă.  
La Cursele Trăsnite, apoi Fender Bender 500, Dick Dastardly este răufăcătorul curselor trăsnite, care mereu încearcă să oprească cursa. El conduce mașina "Mean Machine", apoi alta, "Dirty Truckster". 
La Dastardly și Muttley în aparatele lor de zbor, Dick Dastardly, alături de patrula "Vulturul", încearcă să fugărească porumbelul Yankee Doodle.
La Yogi și vânătoarea de comori, Dick încearcă, de fiecare dată când Top Cat oferă indicii despre o comoară nouă ce trebuie descoperită, s-o fure de la băieții buni și să se îmbogățească. Utilizează submarinul "The SS Dirty Tricks".